# Anton Chroust
Anton Julius Chroust (* 10. März 1864 in Graz; † 22. Mai 1945 in Theilheim) war ein österreichisch-deutscher Historiker, Geheimrat und Universitätsprofessor.

## Leben
Anton Julius Chroust war Sohn des Buchbinders Anton Chroust und dessen Frau Karoline geborene Steiner. Er gehörte der römisch-katholischen Kirche an. Nach dem Besuch des staatlichen Gymnasiums studierte Chroust zunächst in seiner Heimatstadt Graz Germanistik und Geschichte. Der Studienabschluss war für den aus einfachen Verhältnissen stammenden Chroust zunächst fraglich, nach einer kleinen Erbschaft konnte er das Studium dann aber sogar in Berlin fortsetzen. Dort gewann Chroust die Preisaufgabe der philosophischen Fakultät, eine Darstellung der Romfahrt Ludwigs des Bayern auf Grundlage der kurz zuvor erschienenen Regesten von Joseph Hubert Reinkens zu verfassen. Mit dieser Arbeit wurde er 1886 promoviert, die Arbeit erschien 1887 im Druck. Im gleichen Jahr wechselte Chroust nach Wien, wo er sich am Institut für Österreichische Geschichtsforschung bei Theodor von Sickel vor allem mit Hilfswissenschaften und der Urkundenlehre beschäftigte. Das Ergebnis dieser Zeit war seine Arbeit über die langobardische Königs- und Herzogsurkunde, mit der er 1887 in Graz habilitiert wurde (gedruckt 1888). Anschließend lehrte Chroust in Graz mittelalterliche Geschichte und Hilfswissenschaften. Sein Freund und Förderer war dort der Germanist Anton Schönbach. Chroust entdeckte eine zweite Handschrift des Ansbertsberichts über den Kreuzzug Friedrich Barbarossas, die ihn lange beschäftigte und 1892 zur Herausgabe einer quellenkritischen Untersuchung führte.
1889 beteiligte sich Chroust in Graz an der Gründung und Leitung des völkisch geprägten Vereins Südmark, weshalb er seine Dozentenstelle an der Universität aufgeben musste. 1891 wurde Chroust Mitarbeiter der Historischen Kommission bei der Bayerischen Akademie der Wissenschaften in München, wo er an der von Felix Stieve herausgegebenen Reihe Briefe und Akten zur Geschichte des 30jährigen Krieges in den Zeiten des vorwaltenden Einflusses der Wittelsbacher mitwirkte. Die Tätigkeit in München eröffnete ihm 1893 die Möglichkeit, sich an der dortigen Universität erneut zu habilitieren, anschließend lehrte er historische Hilfswissenschaften. Aus der Beschäftigung mit den Hilfswissenschaften erwuchs das von ihm herausgegebene Werk Monumenta Palaeographica: Denkmäler der Schreibkunst des Mittelalters, von dem zwischen 1902 und 1940 neun umfangreiche Bände erschienen.
1898 wurde Anton Chroust als außerordentlicher Professor für neuere Geschichte und geschichtliche Hilfswissenschaften an der Universität Würzburg berufen, 1902 wurde er zum ordentlichen Professor ernannt und behielt diese Stelle bis zu seiner Emeritierung 1934 im Alter von 70 Jahren. 1924/25 war er Rektor der Universität. 1921 rief er die Gesellschaft zur Förderung der Wissenschaften an der Universität Würzburg ins Leben, die vor allem die Förderung junger Dozenten zur Aufgabe hatte.
1904 gründete er zusammen mit Kollegen der Universitäten Würzburg und Erlangen die Gesellschaft für fränkische Geschichte. Chroust entwarf das Arbeitsprogramm der Gesellschaft in einer Denkschrift und blieb bis zu seinem Tode Geschäftsführer und wissenschaftlicher Leiter. Initiiert und im Auftrag der Gesellschaft herausgegeben hat Chroust die Lebensläufe aus Franken, von denen fünf Bände zwischen 1919 und 1936 erschienen. Zu seinem 75. Geburtstag widmete die Gesellschaft für fränkische Geschichte Chroust eine Sammlung seiner Vorträge und Abhandlungen.
1927 wurde Chroust Mitglied bei der Gründung der Kommission für bayerische Landesgeschichte, für die Zeitschrift der Kommission leitete er den fränkischen Teil, in dem auch mehrere seiner Beiträge erschienen. Für die Schriftenreihe der Kommission bearbeitete er die Berichte der am Münchener Hof akkreditierten französischen, österreichischen und preußischen Gesandten aus den Jahren 1814 bis 1848.
Nach der Zerstörung seiner Wohnung in Würzburg am 16. März 1945 fand Chroust zunächst Unterkunft in der südöstlich an Würzburg angrenzenden Gemeinde Randersacker. Vor den heranrückenden alliierten Armeen flüchtete er in das östlich angrenzende Theilheim, wo er am 22. Mai 1945 an Entkräftung starb und begraben wurde.
Seit 1904 war Chroust mit Johanna Sander aus Triest verheiratet. Aus der Ehe gingen zwei Kinder hervor, darunter Anton-Hermann Chroust.

## Würdigung
1944 erhielt Chroust anlässlich seines 80. Geburtstags vom Führer die Goethe-Medaille für Kunst und Wissenschaft sowie von der Stadt Würzburg die Stadtplakette in Bronze verliehen. Wilhelm Engel würdigte Chroust in der Neuen Deutschen Biographie zusammenfassend als „kritische[n] Forscher und geschliffene[n] Essayist“, der als Hochschullehrer und Wissenschaftsorganisator eine „weit über dem Durchschnitt stehende, an Schaffen und Kämpfen reiche Lebensleistung vollbracht“ habe.
Andreas Bigelmair sprach in seinem Nachruf von einem „Leben voller wechselnder Schicksale, mannigfacher Kämpfe, und rastloser ergebnisreicher wissenschaftlicher Arbeit“. Mit Bewunderung wies er auf den Umfang seiner Arbeiten hin: „Die Fülle seiner literarischen und anderen Arbeiten erklärt sich nur durch seine ungeheure und unermüdliche Arbeitskraft, die dazu von einer Gesundheit unterstützt wurde, die schon aus seinem Äußeren sprach und im ganzen Leben durch keine Krankheit bedroht wurde“.  Trotz der von Bigelmair betonten Weltgewandtheit und Organisationsgabe scheint sein Charakter nicht einfach gewesen zu sein: „Chroust hatte viele Gegner. Sein Leben war reich an Kämpfen und Widerständen. Menschen mit seiner Tatkraft suchen sich und ihre Gedanken durchzusetzen und zu behaupten. Die harte Jugend mag mitgewirkt haben. Und in solchen Kämpfen gehen zuweilen – auf beiden Seiten – Sachlichkeit und Rücksichtnahme unter. Wohl auch bei ihm. Doch in Wirklichkeit barg das Herz von Chroust viel weiche Züge.“

## Schriften (Auswahl)
- Die Romfahrt Ludwigs des Bayern 1327–1329 (= Beiträge zur Geschichte Ludwigs des Bayern. Band 1). Perthes, Gotha 1887.
- Untersuchungen über die langobardischen Königs- und Herzogsurkunden. Styria, Graz 1888.
- Tageno, Ansbert und die Historia peregrinorum. Drei kritische Untersuchungen zur Geschichte des Kreuzzuges Friedrich I. Styria, Graz 1892.
- Abraham von Dohna. Sein Leben und sein Gedicht auf den Reichstag von 1613. Verlag der Königlich Bayerischen Akademie der Wissenschaften, München 1896. (Google Books).
- Vom Einfall des Passauer Kriegsvolks bis zum Nürnberger Kurfürstentag (= Briefe und Acten zur Geschichte des Dreißigjährigen Krieges in den Zeiten des vorwaltenden Einflusses der Wittelsbacher. Band 9). Rieger, München 1903.
- als Hrsg.: Monumenta palaeographica. Denkmäler der Schreibkunst des Mittelalters. München (1899, 1902–1940).
- Der Ausgang der Regierung Rudolfs II. und die Anfänge des Kaisers Matthias (= Briefe und Acten zur Geschichte des Dreißigjährigen Krieges in den Zeiten des vorwaltenden Einflusses der Wittelsbacher. Band 10). Rieger, München 1906.
- Der Reichstag von 1613 (= Briefe und Acten zur Geschichte des Dreißigjährigen Krieges in den Zeiten des vorwaltenden Einflusses der Wittelsbacher. Band 11). Rieger, München 1909.
- nach einem Manuskript von Th. Knochenhauer: Chroniken der Stadt Bamberg. Bd. 1: Chronik des Bamberger Immunitätenstreites von 1430–1435, mit einem Urkundenanhang (= Veröffentlichungen der Gesellschaft für fränkische Geschichte. Band 1). Quelle & Meyer, Leipzig 1907.
- nach einem Manuskript von Th. Knochenhauer: Chroniken der Stadt Bamberg. Bd. 2: Chroniken zur Geschichte des Bauernkrieges und der Markgrafenfehde in Bamberg, mit einem Urkundenanhang (= Veröffentlichungen der Gesellschaft für fränkische Geschichte. Band 1). Quelle & Meyer, Leipzig 1910.
- Das Würzburger Land vor hundert Jahren. Eine statistisch-ökonomische Darstellung in amtlichen Berichten und Tabellen (= Veröffentlichungen der Gesellschaft für fränkische Geschichte. Band 9.1: Festschrift). Stürtz, Würzburg 1914.
- Das Großherzogtum Würzburg 1806–1914 (= Gesellschaft für Fränkische Geschichte, Neujahrsblätter. Band 8). Stürtz, Würzburg 1913.
- Quellen zur Geschichte des Kreuzzuges Kaiser Friedrichs I. Berlin 1928 (Nachdruck München 1989). mdz-nbn-resolving.de
- als Hrsg. mit Hans Proesler: Das Handlungsbuch der Holzschuher in Nürnberg von 1304–1307 (= Veröffentlichungen der Gesellschaft für Fränkische Geschichte, Reihe 10: Quellen zur Wirtschaftsgeschichte Frankens. Band 1). Palm & Enke, Erlangen 1934.
- als Hrsg.: Lebensläufe aus Franken (= Veröffentlichungen der Gesellschaft für Fränkische Geschichte, 7. Reihe: Lebensläufe aus Franken. 1 bis 5 (1919–1936)). Duncker & Humblot, München/Leipzig.
- Aufsätze und Vorträge zur fränkischen, deutschen und allgemeinen Geschichte (= Veröffentlichungen der Gesellschaft für Fränkische Geschichte). Harrassowitz, Leipzig 1939.
- Anton Chroust (Hrsg.): Gesandtschaftsberichte aus München 1814–1848. Abt. 1: Die Berichte der französischen Gesandten, Band 1–6 (= Schriftenreihe zur bayerischen Landesgeschichte. 18–19 und 21–24 (1935–1937)). Verlag der Kommission für bayerische Landesgeschichte, München.
- Anton Chroust (Hrsg.): Gesandtschaftsberichte aus München 1814–1848. Abt. 2: Die Berichte der österreichischen Gesandten, Band 1–4 (= Schriftenreihe zur bayerischen Landesgeschichte. 33 und 36–38 (1939–1942)). Verlag der Kommission für bayerische Landesgeschichte, München.
- Anton Chroust (Hrsg.): Gesandtschaftsberichte aus München 1814–1848. Abt. 3: Die Berichte der preußischen Gesandten, Band 1–5 (= Schriftenreihe zur bayerischen Landesgeschichte. Band 39–43). Biederstein u. a. (Bd. 5: Beck), München (1949–1951).